# Aleksander Jelski

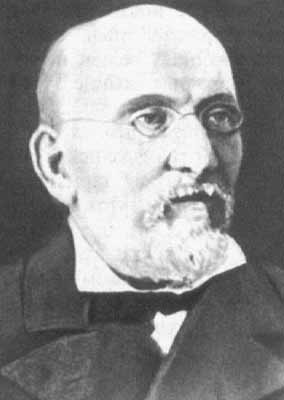
Aleksander Jelski

Aleksander Jelski (ur. 4 czerwca 1834 w Dudziczach, zm. 27 sierpnia 1916) – polsko-białoruski działacz społeczny, pisarz i etnograf.
Prawnuk wojewody witebskiego Józefa Prozora, brat znanego skrzypka Michała. W 1892 członek Komisji Historii Sztuki Akademii Umiejętności w Krakowie. Napisał przeważnie pod pseudonimem „Litwin-obywatel” lub „Bocian z nad Ptycza” wielu artykułów, broszur, prac popularnych publikowanych m.in. w „Kurjerze Wileńskim” i innych czasopismach polskich. Z ważnych jego prac można wymienić wydane w 1898 obszerne dwutomowe dzieło pt. Rys dziejów gospodarstwa krajowego w zestawieniu z obyczajami narodu i dolą ludu, O fabryce szkła i zwierciadeł w Urzeczu, O pasach słuckich. W Słowniku geograficznym zamieścił kilka tysięcy opisów miejscowości ziemi mińskiej. Przełożył Pana Tadeusza na język białoruski. Zgromadził znaczną bibliotekę i cenne zbiory historyczne, numizmatyczne, etnograficzne oraz galerię obrazów polskich i obcych. Zbiory te uległy częściowemu zniszczeniu w czasie rewolucji bolszewickiej.
Jego córka, Aleksandra („Olesia”) w 1883 r. wyszła za mąż za Zygmunta Glogera.